# François de Bourdeilles
 François de Bourdeilles (né en 1516, mort le 24 octobre 1600) est un ecclésiastique qui fut évêque de Périgueux de 1576 à 1600.

## Biographie
François de Bourdeilles est le fils de Gabriel de Bourdeilles, seigneur de Bernardières et de Claire de Pontbriant. Destiné à l'Église, il rentre dans les ordres et devient d'abord moine à l'abbaye de Saint-Denis. Il est nommé évêque de Périgueux en 1576. Bien qu'il participe au concile régional de Bordeaux en 1582, à partir de 1583 il s'adjoint comme vicaire général et official Jean Martin. Il résigne son siège en sa faveur le 15 novembre 1599, et fait de lui son « confidentiaire ». C'est toutefois lui qui le 23 septembre 1600 dans la chapelle Saint-Julien de Château-l'Évêque officie lors de l'ordination de Vincent de Paul. Il meurt dès le 24 octobre suivant.